# Glenelg River (Indischer Ozean)
Der Glenelg River oder auch Bochara River ist ein Fluss in den australischen Bundesstaaten Victoria und South Australia.

## Name
Der Fluss wurde im August 1836 vom Entdecker Thomas Livingstone Mitchell nach dem Kolonialsekretär Charles Grant, Baron Glenelg, benannt.

## Geographie

### Verlauf
Der Fluss entspringt an den Hängen von The Chimney Pots in den Grampians. Von dort fließt er zunächst nach Nordosten und Nordwesten bis zur Black Range. Dort wendet er seinen Lauf nach Süden in das Rocklands Reservoir, das er mit Fließrichtung Nordwesten verlässt. Nach einer Schleife durch die Kleinstadt Balmoral biegt er nördlich der Stadt nach Südwesten ab, um zum Dergholm State Park, einem staatlichen Schutzgebiet, zu fließen. Von dort verläuft er nach Süden durch die Städte Casterton und Dartmoor zum Lower-Glenelg-Nationalpark in der Nähe der Küste. Im Park biegt er nach Westen in Richtung Mount Gambier ab. In einer Flussschleife überschreitet er die Grenze nach South Australia, um wenig später nach Victoria zurückzukehren. Nach einem Weg von wenigen Kilometern nach Südosten mündet er bei Nelson in den Südlichen Ozean. Mit 350 km ist er der längste Fluss im Südwesten Victorias.

### Nebenflüsse mit Mündungshöhen
- Holligan Creek – 216 m
- Muline Creek – 216 m
- Cattle Station Creek – 216 m
- Anderson Creek – 216 m
- Pendyk Pendyk Creek – 216 m
- Salt Creek – 188 m
- Yarramyljup Creek – 181 m
- Mather Creek – 181 m
- Scholfield Creek – 125 m
- Salt Creek – 108 m
- Whittaker Creek – 99 m
- Sugarloaf Creek – 98 m
- Pigeon Ponds Creek – 95 m
- Chetwynd River – 94 m
- Kodnook Creek – 94 m
- McPherson Creek – 92 m
- Powers Creek – 91 m
- Ferres Creek – 85 m
- Booroite Creek – 83 m
- Salt Creek – 79 m
- Nolan Creek – 72 m
- Steep Bank Rivulet – 63 m
- Macpherson Creek – 57 m
- Deep Creek – 52 m
- Bowtell Creek – 48 m
- Wannon River – 43 m
- Cawkers Creek – 36 m
- Limestone Creek – 29 m
- Scott Creek – 29 m
- Stokes River – 24 m
- Crawford River – 16 m
- Moleside Creek – 11 m

(Quelle:)

### Stauseen
- Rocklands Reservoir – 216 m[1]

### Wichtige Siedlungen
- Balmoral
- Harrow
- Casterton
- Dartmoor
- Donovans
- Nelson

### Wichtige Flussquerungen
- Natimuk Hamilton Road – Kanagulk
- Coleraine-Edenhope Road – Harrow
- Kandnock-Connewirricoo Road – Connewirricoo
- Casterton-Edenhope Road – Kadnook
- Dergholm-Chetwynd Road – Dergholm
- Warrock Road – Warrock
- Section Road – Dunrobin
- Glenelg Highway – Casterton
- Anderson Street – Casterton
- Sandford-Ballgalah Road – Sandford
- Casterton-Dartmoor Road – Bahgallah
- Myaring-Pieracle Road – Strathdownie
- Greenham Street – Dartmoor
- Bahnüberführung – Dartmoor
- Princes Highway – Dartmoor
- Portland-Nelson Road – Nelson (1893 Holzbrücke; 1963 Stahl-Cantileverbrücke)

## Wasserführung
Große Wassermengen werden vom Oberlauf des Glenelg River für landwirtschaftliche Bewässerungsprojekte und die Wasserversorgung der Städte in seiner Nähe abgeleitet.